# Голямото нощно къпане
„Голямото нощно къпане“ е български игрален филм (драма) от 1980 г. на режисьора Бинка Желязкова, по сценарий на Христо Ганев. Оператор е Пламен Вагенщайн. Музиката във филма е композирана от Симеон Пиронков.

## Състав

### Актьорски състав
| Изпълнител           | Роля         |
| -------------------- | ------------ |
| Янина Кашева         | Нинел        |
| Малгожата Браунек    | Жана         |
| Таня Шахова          | Лора         |
| Любен Чаталов        | Стоян        |
| Илия Караиванов      | Иван         |
| Николай Сотиров      | Сава         |
| Юозас Будрайтис      | Вили         |
| Иван Кондов          | Кольо Колев  |
| Венцислав Божинов    | Наско        |
| Красимир Машев       |              |
| Рамис Татаров        |              |
| Кирил Бозев          |              |
| Маргарита Кумбалиева |              |
| Нели Топалова        |              |
| Любомир Младенов     | следователят |
| Любка Илиева         |              |

### Творчески и технически екип
| Режисьор           | Бинка Желязкова                                                                                        |
| Сценарий           | Христо Ганев                                                                                           |
| Оператор           | Пламен Вагенщайн                                                                                       |
| Художник           | Мари-Терез Господинова                                                                                 |
| Костюми            | Елиана Стоянова                                                                                        |
| Грим               | Магдалена Караманева Ани Михайлова Иванка Горшинина                                                    |
| Музика             | Симеон Пиронков                                                                                        |
| Звук               | Митко Москов                                                                                           |
| Редактор           | Иван Дечев                                                                                             |
| Монтаж             | Мадлена Дякова Росица Пеева Аракси Мухибян                                                             |
| Директор           | Иван Петков                                                                                            |
| Втори режисьори    | Коста Биков Владимир Краев Роза Ализотова                                                              |
| Втори оператор     | Георги Ночев                                                                                           |
| Втори художник     | Евгени Апостолов                                                                                       |
| Асистент-оператори | Борислав Борозанов Александър Златев                                                                   |
| Фотограф           | Дамянка Савова                                                                                         |
| Реквизит           | Йордан Стоянов Красимир Ризов                                                                          |
| Пиротехника        | Цветан Дешков                                                                                          |
| Гардероб           | Любка Маджарова Василка Стаменова                                                                      |
| Тонтехник          | Петко Андонов                                                                                          |
| Осветление         | Георги Михайлов Валентин Симов Тодор Костов                                                            |
| Организатори       | Захари Зарев Александър Петров Севдалина Благоева                                                      |
| Distributed by     | БЪЛГАРСКА КИНЕМАТОГРАФИЯ Студия за игрални филми „БОЯНА“ Творчески колектив „ХЕМУС“ /Copyright © 1980/ |

## Награди
- Наградата на СБП за сценарий, Варна, 1980 г.
- Наградата за женска роля на Янина Кашева, Варна, 1980 г.